# Frank A. Haskell
Frank Aretas Haskell (geboren am 13. Juli 1828 in Turnbridge, Vermont; gestorben am 3. Juni 1864 in Cold Harbor, Virginia) war ein US-amerikanischer Soldat. Er war Offizier des Unionsheers im Amerikanischen Bürgerkrieg und diente als Adjutant von Brigadegeneral John Gibbon. Er ist durch seinen detaillierten Bericht der Schlacht von Gettysburg bekannt, die vom 1. bis zum 3. Juli 1863 in und um Gettysburg, Pennsylvania, zwischen den Streitkräften der Union und der Konföderation stattfand.

## Leben und Wirken
Frank A. Haskell wurde 1828 im ländlichen Vermont, als Sohn von Aretas und Anna E. Folsom Haskell geboren. Er besuchte das Dartmouth College und schloss 1854 sein Studium ab. Mit Ausbruch des Amerikanischen Bürgerkriegs 1861 wurde Haskell Leutnant und ab April 1862 Adjutant von John Gibbon. Am dritten Tag der Schlacht von Gettysburg trug ihr Korps die Hauptlast des entscheidenden Angriffs der Konföderierten. Haskell sammelte persönlich die Truppen von Gibbons Division, nachdem Gibbon verwundet worden war. Er erlebte auch anschließend Lincolns Rede Gettysburg Address. 1864 wurde Haskell zum Oberst befördert und erhielt sein eigenes Kommando. Er starb jedoch nur wenige Monate später in der Schlacht von Cold Harbor im Alter von 35 Jahren. Vor seinem Tod verfasste Haskell einen berühmten Bericht über die Schlacht von Gettysburg, der posthum veröffentlicht wurde. Haskell wurde auf dem Friedhof in Portage, Wisconsin, begraben.